# Карайчевское сельское поселение
Карайчевское сельское поселение — муниципальное образование в Бутурлиновском районе Воронежской области.
Административный центр — село Карайчевка.

## Население
| 2010 | 2012 | 2013 | 2014 | 2015 | 2016 | 2017 | 2018 | 2019 |
| ---- | ---- | ---- | ---- | ---- | ---- | ---- | ---- | ---- |
| 964  | ↘914 | ↘897 | ↘878 | ↘848 | ↘842 | ↘833 | ↘831 | ↘804 |
| 2020 | 2021 |      |      |      |      |      |      |      |
| ↘799 | ↗859 |      |      |      |      |      |      |      |

## Административное деление
Состав поселения:
- село Карайчевка,
- посёлок Алексеевский,
- посёлок Благовещенский,
- посёлок Верхние Озёрки,
- село Пирамиды,
- посёлок Репный,
- посёлок Троицкий.